# 魔の饗宴
『魔の饗宴』（原題：The Magician's Birthday）は、イギリスのバンド、ユーライア・ヒープが1972年に発表した5作目のスタジオ・アルバム。

## 背景
ケン・ヘンズレーによれば、本作の制作当時はゲイリー・セインの薬物依存症が深刻化しており、更にプロデューサーのジェリー・ブロンが曲の完成を急かしたため、ヘンズレーにとって一部の曲は未完成のままで「本当に悔しかったし、実際のところ『終わりの始まり』だったね」と振り返っている。前作『悪魔と魔法使い』（1972年）に引き続き、ロジャー・ディーンがアートワークを手がけた。

## 反響・評価
全英アルバムチャートでは3週トップ100入りし、最高28位を記録した。アメリカでは、本作がBillboard 200で31位に達して自身2作目の全米トップ40アルバムとなり、1973年1月にはRIAAによってゴールドディスクの認定を受けた。また、本作からのシングル「盲目/スウィート・ロレイン」はBillboard Hot 100で91位を記録した。日本初回盤LP (YZ-1)は1972年12月10日に発売され、21週オリコンLPチャート入りして最高43位を記録した。
Donald A. Guariscoはオールミュージックにおいて5点満点中3点を付け「『悪魔と魔法使い』ほど首尾一貫しておらず、まとまりに欠けているが、やはり聴き所は多い」と評している。Eduardo Rivadaviaは、Ultimate Classic Rockの企画「ユーライア・ヒープの楽曲トップ10」において、「スウィート・ロレイン」を8位、「サンライズ」を5位に挙げている。

## 収録曲
特記なき楽曲はケン・ヘンズレー作。
1. サンライズ - "Sunrise" - 4:06
2. スパイダー・ウーマン - "Spider Woman" (David Byron, Mick Box, Gary Thain, Lee Kerslake) - 2:28
3. 盲目 - "Blind Eye" - 3:38
4. 悪の雄叫び - "Echoes in the Dark" - 4:50
5. 雨に寄せる抒情 - "Rain" - 4:00
6. スウィート・ロレイン - "Sweet Lorraine" (D, Byron, M. Box, G. Thain) - 4:17
7. 語り草 - "Tales" - 4:10
8. 魔の饗宴 - "The Magician's Birthday" (Ken Hensley, M. Box, L. Kerslake) - 10:28

### 1996年リマスターCDボーナス・トラック
1. "Silver White Man" (D. Byron) - 3:43
2. "Crystal Ball" (G. Thain) - 4:08

### 2003年リマスターCDボーナス・トラック
1. クリスタル・ボール（未発表アウトテイク・ヴァージョン） - "Crystal Ball (Out-Take and Previously Unreleased Version)" (G. Thain) - 4:08
2. シルヴァー・ホワイト・マン（未発表アウトテイク・ヴォーカル・ヴァージョン） - "Silver White Man (Out-Take and Previously Unreleased Vocal Version)" (D. Byron) - 3:40
3. 誇り高き言霊（未発表オルタネイト・ヴァージョン） - "Proud Words (Previously Unreleased Alternate Version)" - 3:24
4. 悪の雄叫び（未発表エディット・ヴァージョン） - "Echoes in the Dark (Edited Version - Previously Unreleased)" - 4:23
5. 雨に寄せる抒情（未発表エディット・ヴァージョン） - "Rain (Edited Version - Previously Unreleased)" - 3:16
6. ハッピー・バースデイ（未発表ヴァージョン） - "Happy Birthday (Previously Unreleased Version)" (K. Hensley, M. Box, L. Kerslake) - 4:44
7. サンライズ（未発表シングル・エディット） - "Sunrise (Single Edit - Previously Unreleased)" - 2:49
8. ゲイリーズ・ソング（未発表アウトテイク・ヴァージョン） - "Gary's Song (Out-Take Previously Unreleased)" (G. Thain) - 4:25
9. シルヴァー・ホワイト・マン（アウトテイク・インストゥルメンタル・ヴァージョン） - "Silver White Man (Instrumental - Out-Take)" (G. Thain) - 3:43

## 参加ミュージシャン
- デヴィッド・バイロン - ボーカル
- ケン・ヘンズレー - キーボード
- ミック・ボックス - ギター
- ゲイリー・セイン - ベース
- リー・カースレイク - ドラムス、パーカッション、カズー(on #8)

アディショナル・ミュージシャン
- ブライアン・コール - ペダル・スティール・ギター(on #7)